# Vickers Valiant
Vickers Valiant var ett brittiskt bombflygplan som tillverkades av Vickers under 1950-talet. Valiant var den första V-bombaren och utgjorde en viktig del av Storbritanniens kärnvapenförmåga. Den ersattes under 1960-talet av Avro Vulcan på grund av att många av flygplanen drabbats av metallutmattning.

## Utveckling
Efter att de första jetdrivna stridsflygplanen dykt upp under andra världskriget påbörjades en snabb omställning till jetdrift i många länders flygvapen. Det första brittiska jetdrivna bombflygplanet var English Electric Canberra och det utklassade alla andra samtida bombflygplan med sin förmåga att flyga högt och snabbt. Canberra hade dock inte den räckvidd och lastkapacitet som krävdes av ett tungt, strategiskt bombflygplan. Därför utfärdade Luftministeriet i januari 1947 en specifikation på ett fyrmotorigt, tungt bombflygplan stort nog att kunna bära en atombomb och kapabelt att flyga strax under ljudhastigheten på 15 000 meters höjd.
Förutom Vickers kom även Handley Page och Avro med konstruktioner för att uppfylla Luftministeriets krav. Jämfört med Vickers Valiant var Avro Vulcan och Handley Page Victor betydligt mer avancerade konstruktioner. Vickers chefsingenjör George Edwards lyckas med löften om att kunna sätta Valiant i produktion flera år före konkurrenterna trots det säkra ett första kontrakt på 25 flygplan. Edwards löften innebar en enorm risk för Vickers eftersom man inte på förhand kunde veta vilka problem som kunde dyka upp under utvecklingen. Det enda Edwards och Vickers kunde förlita sig på var att konkurrenterna med sina mer avancerade konstruktioner troligen skulle råka ut för fler svårigheter än Vickers.
I efterhand framstår det om dyrt och onödigt att beställa tre olika bombflygplan från tre olika leverantörer för att uppfylla samma specifikation, men Berlinblockaden 1948 till 1949 gjorde att det brådskade för Storbritannien att skaffa sig en trovärdig kärnvapenförmåga för att avskräcka Sovjetunionen från aggressioner i Europa. Dessutom ansåg Luftministeriet att Valiant var något av en nödlösning som man behövde för att så snabbt som möjligt få den förmågan och som säkerhet ifall Avro och Handley Page inte skulle lyckas med sina projekt. Därför beställdes i februari 1949 tre prototyper. Två av dem med Rolls-Royce Avon-motorer och en med Armstrong Siddeley Sapphire-motorer.
Den första prototypen genomförde sin jungfruflygning 18 maj 1951. Den havererade 11 januari 1952 på grund av en brand i styrbords vinge orsakad av läckor i bränslesystemet. Efter att nödvändiga ändringar införts i bränslesystemet flög den andra prototypen första gången 11 april 1952. Den tredje prototypen byggdes för att användas som Pathfinder och blev därför förstärkt för att bättre klara av anfall i hög fart på låg höjd. Den tydligaste skillnaden var att landstället fälldes in i två stycken gondoler under vingarna i stället för in i vingarna. Det gjorde att vingstrukturen kunde göras sammanhängande utan hål för landstället. Luftministeriet var dock inte intresserade av den varianten eftersom man ansåg att Pathfinder för att vägleda stora armador av bombflygplan inte var nödvändigt i kärnvapeneran. Någon som kom att framstå som ganska ironiskt när hotet från luftvärnsrobotar tvingade RAF att överge höghöjdsanfall för att i stället inrikta sig på anfall i hög fart på låg höjd, något som Valiant inte visade sig klara särskilt bra och som ledde till att flygplanstypen togs ur tjänst.
I april 1951 tecknade Luftministeriet kontrakt på en första serie om 25 bombflygplan och det första serieproducerade flygplanet flög första gången 21 december 1953. I februari 1955 kunde Valiant tas i tjänst i RAF. Dessa datum visade sig stämma förvånansvärt väl med den tidsplan som Edwards lade fram 1947. Totalt skulle 108 Valiants tillverkas, de flesta av dem med andrahandsförmågor som flygspaning och lufttankning, något som kom att bli allt viktigare i takt med att Valiant visade sig inte klara av anfall i hög fart på låg höjd. Valiant kom att bli Vickers sista militärflygplan även om passagerarflygplanet Vickers VC10 också det i stor utsträckning kom att användas av Royal Air Force för lufttankning.
En del flygplan utrustades på prov med startraketer för att kunna lyfta med full last under hot and high-förhållanden. Arrangemanget bedömdes som riskfyllt eftersom fel på den ena av startraketerna skulle ge så mycket asymmetrisk dragkraft att flygplanet blev okontrollerbart. I stället försågs ett antal flygplan med vatteninsprutning vilket momentant ökade dragkraften med cirka 10 %.

## Konstruktion

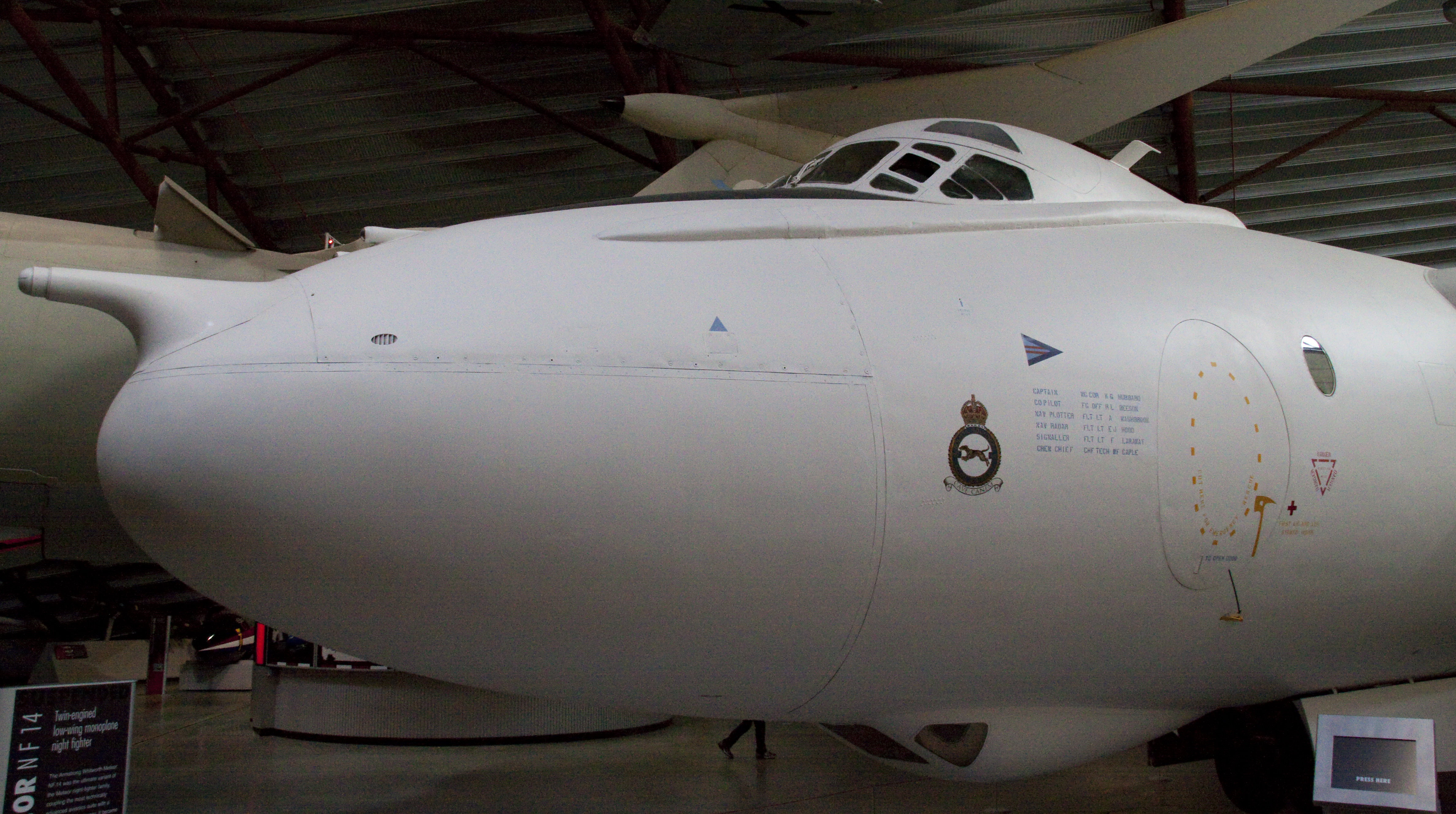
Nosen av en Valiant på flygvapenmuseet i Cosford. Längst fram syns lufttankningsbommen och till höger syns bombfällarens gondol och dörren till tryckkabinen.

Valiant var en ganska konventionell konstruktion för sin tid. Vingarna var monterade högt på flygkroppen för att lämna utrymme för ett stort bombutrymme. Vingarnas framkant var svepta 21° utom den innersta delen som var svepta i 37° för att ge plats för motorerna som var monterade två och två i brandsäkra utrymmen i vingroten. Att placera motorerna i vingroten i stället för hängande under vingarna gav mindre luftmotstånd, men gjorde dem svårare att komma åt för service. Svepvinkeln begränsade maxhastigheten till mach 0,84. Mer svepta vingar hade gett högre maxhastighet, men på bekostnad av en mindre rigid och svagare vingkonstruktion. Motorernas och landställets placering i vingarna lämnade inte mycket plats över för vingtankar.
Den främre delen av skrovet inrymmer en äggformad tryckkabin som tillverkas av Saunders-Roe. I tryckkabinen finns plats för besättningen; pilot, andrepilot, navigatör, bombfällare och elektronikoperatör. Bombfällaren har ett manuellt bombsikte i en gondol på undersidan. Bara piloten och andrepiloten hade raketstolar. Framför kabinen sitter en radom med den stora H2S-radarn. Bakom tryckkabinen ligger bombutrymmet och ovanför det vingroten med elektronikavdelningen och fem bränsletankar.
Valiant hade redundanta elektriska kontroller med virtuell "force feedback" som drevs av tryckluft. I händelse av strömavbrott kunde flygplanet styras manuellt. De stora roderytorna krävde dock stor kraft, i synnerhet i hög fart, och manuell styrning medgav bara begränsad manövrerbarhet.
Den bärande strukturen är tillverkad av en legering av zink, magnesium och koppar kallad DTD683 som visade sig vara känslig för metallutmattning.

## Användning

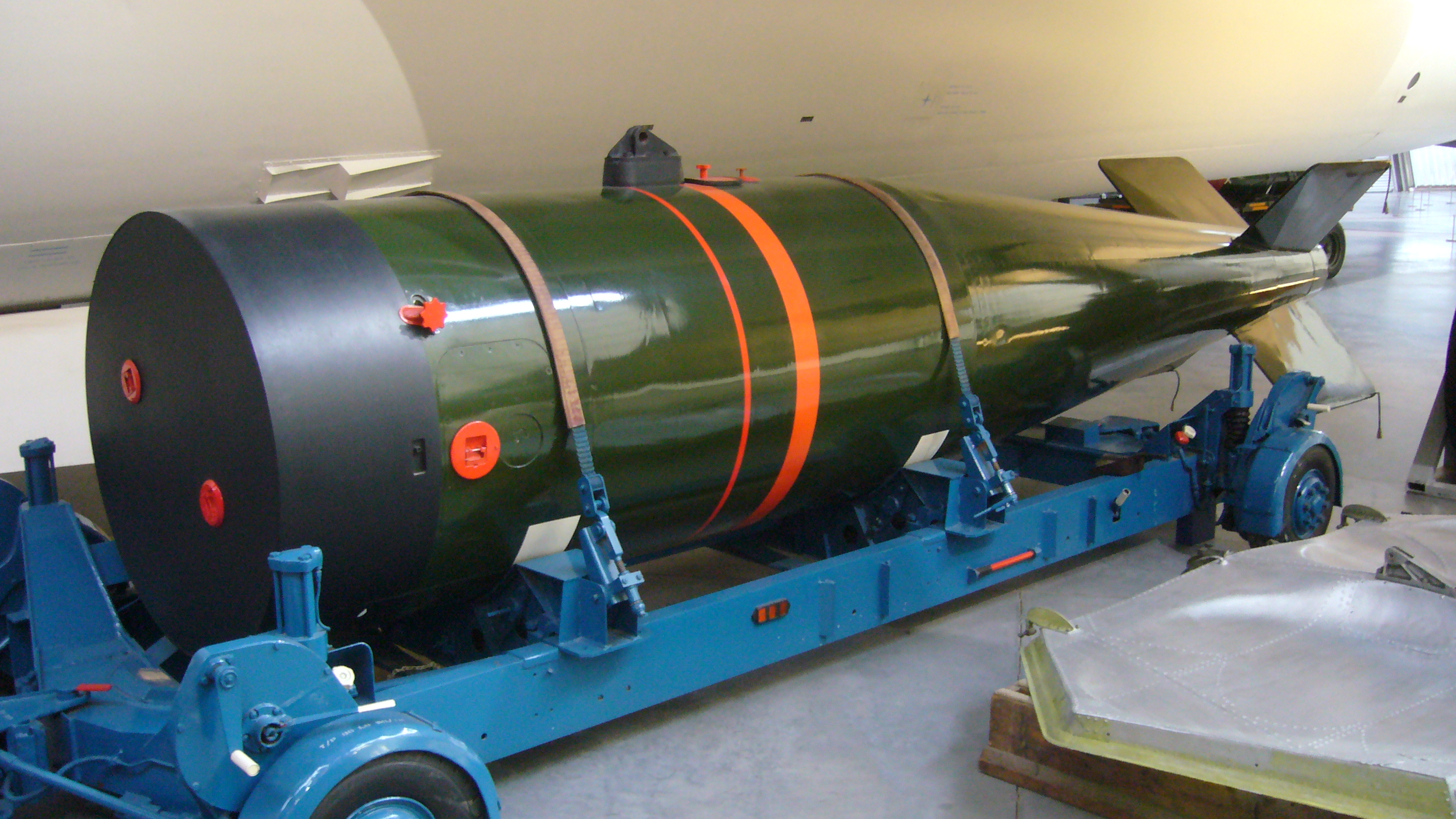
Vätebomben Yellow Sun med sprängkraft på 400 kT eller 1,1 MT var huvudvapnet för Valiant under senare delen av dess karriär.

Totalt kom nio divisioner att utrustas med Valiants, den första av dem började flyga Valiants i januari 1955. Under övningar tillsammans med amerikanska Strategiska flygkommandot visade sig Valiant prestera mycket bra och inspirerade delvis konstruktionen av Boeing B-52 Stratofortress. Den 11 oktober 1956 blev en Valiant från No.49 Squadron det första brittiska flygplan att släppa en atombomb under ett kärnvapenprov i Maralinga, Australien. Provet följdes 15 maj 1957 av en provfällning av en vätebomb över Stilla Havet som en del av operation Grapple. Huvudsyftet med Valiant var att agera kärnvapenbärare i avskräckande syfte, främst mot Sovjetunionen.
I oktober och november 1956 sattes Valiants in i strid under Suezkrisen. Från flygbasen på Malta genomförde de bombningar av egyptiska flygfält, radiostationer och transportleder. Totalt släpptes 842 ton bomber. Resultatet av anfallen var blandat, men lyckades i alla fall orsaka det egyptiska flygvapnet stora förluster.
År 1958 började Valiants användas som lufttankningsflygplan. En extra bränsletank med slangtrumma monterades i bombutrymmet och en extra kontrollpanel installerades i cockpit. Lufttankningsförmågan gav V-bombarna i princip global räckvidd, något som demonstrerades genom non-stop flygningar från Storbritannien till Singapore 1960 och till Australien 1961. Förutom andra V-bombare kunde även taktiska flygplan som Gloster Javelin, English Electric Lightning och de Havilland Sea Vixen lufttankas.
I maj 1957 knäcktes en av vingbalkarna på en av prototyperna under prov med startraketer. Flygplanet skrotades för att undersöka tecken på metallutmattning. I juni 1964 upptäcktes en till spräckt vingbalk på en Valiant under operation Pontifex och i augusti samma år ytterligare en. En inspektion av alla Valiants visade att mellan 35% och 75% av flygplanen led av metallutmattning. Endast 50 flygplan bedömdes vara i flygbart skick. Ett omfattande reparationsprogram planerades, men avslogs av försvarsminister Denis Healey i januari 1965. Den sista flygningen med Valiants genomfördes 9 december 1964 och typen togs ur tjänst kort därefter.

## Varianter
- B.1 – Bombflygplan. 39 byggda inklusive 5 prototyper med Avon 201-motorer.
- B(PR).1 – Bomb- och spaningsflygplan med möjlighet att bära en fotospaningskapsel i bombutrymmet. 8 byggda.
- B(PR)K.1 – Bomb-, spanings- och lufttankningsflygplan. 13 byggda.
- B(K).1 – Bomb- och lufttankningsflygplan. 44 byggda.
- B.2 – Bombflygplan med förstärkt vinge för anfall på låg höjd. En prototyp byggd.